# 崔桐
崔桐（1479年—1556年），字來鳳，號東洲，直隸揚州府通州海門縣人，軍籍，明朝政治人物，正德間聯捷解元、探花。官至禮部右侍郎。

## 生平
正德十一年（1516年）丙子科應天鄉試第一名舉人（解元）。正德十二年（1517年）聯捷禮部會試十六名，廷试一甲第三名進士（探花），授翰林院編修。在明武宗南巡之爭中諫言，並跪闕下，受杖奪俸。
世宗即位，养病回籍。嘉靖元年（1522年）四月病愈，復除原职，四年六月以《武宗实录》修成，升翰林院侍读。
嘉靖六年（1527年）十一月，出任湖廣右參議，八年八月升本省按察司副使、提调学校，十年十一月升福建布政司左参政，十一年六月降一级，为湖广副使。
嘉靖十四年四月升南京太僕寺少卿，十八年十一月改任太常寺少卿、提督四夷馆，十九年三月升太常寺卿掌国子监祭酒事，詔令经筵侍班，二十年四月升南京禮部右侍郎，二十四年闰四月改礼部右侍郎，二十六年八月勒令致仕。

## 家族
曾祖崔鐄，贈布政司僉事；祖父崔潤，字澤民，號朴菴，曾任郴州同知，卒年九十四；父崔崑，號誠斋，曾任天台縣丞。母盛氏。重慶下。弟林、枝、格。